# روبرت إتش. كلانسي
روبرت إتش. كلانسي هو سياسي أمريكي، ولد في 14 مارس 1882 في ديترويت في الولايات المتحدة، وتوفي بنفس المكان في 23 أبريل 1962. نشط حزبياً في الحزب الجمهوري والحزب الديمقراطي. وقد انتخب عضو مجلس النواب الأمريكي ‏.